# William Comyn
William Comyn (né à Altyre, Moray en 1163 et mort dans le Buchan en 1233), membre de la famille Comyn, fut comte de Buchan en 1214 et seigneur de Badenoch en 1230. Pour l'historien Alan Young, l'époque de William, et particulièrement son union avec la comtesse de Buchan et l'établissement de ses enfants, marquent le début en Écosse du « siècle des Comyn ».

## Origine
William Comyn est l'un de sept enfants de Richard Comyn (né vers 1115-1123  †  vers 1179), justiciar du Lothian ; sa mère est Hextilda de Tynedale (ou Hextilda FitzUchtred ou Hextilda FitzWaldeve) (née vers 1112/1122  †  1149/1189) . Hextilda avait épousé en premières noces Malcolm, 2e comte d'Atholl, ce qui fait que le fils de cette union  Henri, 3e comte d'Atholl est le demi-frère utérin de William Comyn.

## Carrière
William construit sa fortune au service du roi Guillaume le Lion en combattant les Meic Uilleim dans le 
nord il est mentionné comme témoin de pas moins de  88 chartes de ce souverain. William est d'abord sheriff de Forfar (1195-1211) avant d'être nommé en 1205 à la  prestigieuse fonction de « Justiciar d'Écosse  », le plus important office du royaume d'Écosse. Entre  1211 et 1212, William Comyn  est en outre Warden de Moray (c'est-à-dire : Gardien de Moray) lorsqu'il combat l'insurrection du prétendant au trône d'Écosse Gofraid mac Domnaill, représentant de la lignée des Meic Uilleim, que William fait exécuter dans le Kincardine en 1212.
Après avoir achevé de ruiner en 1229 la puissance de Gilleasbuig MacWilliam le dernier des  Meic Uilleim, il reçoit l'année suivante le titre de seigneur de Badenoch et les domaines qu'il contrôlait. Entre 1199 et 1200, le roi l'avait également envoyé en Angleterre afin de négocier diverses affaires avec le nouveau roi Jean sans Terre. À une date inconnue, il reçoit enfin le titre de Lord de Kilbride. William Comyn patronne la construction de la cathédrale Saint-Mungo de Glasgow, tâche que sa seconde épouse Marjory poursuit après sa mort.

## Comte de Buchan
Au cours de la période ou il est Gardien de Moray, William Comyn enregistre de tels succès qu'en récompense il obtient  vers 1209/1211 d'épouser de Marjory (ou Margaret), Comtesse Buchan. Le père de cette dernière Fergus comte de Buchan, n'a pas d'héritier male et en lui faisant épouser sa fille il s'assure un successeur de haut rang  pour ses titres et domaines avant sa mort. Il disparaît vers 1214 et William accède au gouvernement et au titre de comte de Buchan, de jure uxoris. Il meurt en 1233 et il est inhumé dans l'Abbaye de Deer 

## Unions et postérité
On estime que William Comyn a six enfants avec chacune de ses deux épouses, Sarah Fitzhugh et Marjory, comtesse de Buchan. La lignée de sa famille issue de sa première femme est représentée par les seigneurs de Badenoch, et celle de la seconde par les comtes de Buchan.
1) il épouse en 1193: Sarah Fitzhugh (ou Sarah filia Roberti) (née vers 1155-1160 † vers 1204) dont :
- Richard (né en 1190/1194 † vers 1244/1249); d'une épouse inconnue il est le père de John Ier Comyn seigneur de Badenoch (né vers0  † vers1277)
- Jardine Comyn, Lord d'Inverallochy (né vers 1190)
- Walter Comyn, seigneur de Badenoch et de jure uxoris comte de Menteith (b.1190 d.c.1258) épouse Isabelle, comtesse de Menteith
- Johanna (ou Jeanne) (née vers 1198 † vers 1274); épouse vers 1220 Uilleam Ier, comte de Ross (née vers 1194-1214 † 1274)
- John Comyn, de jure uxoris comte d'Angus († 1242); épouse vers 1237 Matilda, comtesse d'Angus (née vers 1222, † 1261)
- David Comyn, Lord de Kilbride († 1247); épouse Isabelle de Valoigne († 1253)

2) il épouse ensuite vers 1209-1212 Marjory (ou Margaret), comtesse de Buchan (dite Margaret Colhan of Buchan) (née 1184 † 1243/1244)
- Idonea (aka. Idoine) (née vers 1215/1221); épouse 1237 Gilbert de Hay de Erroll († 1262)
- Alexander Comyn, comte de Buchan épouse Elizabeth de Quincy (née 1220 † 1282)
- William (né vers 1217)
- Margaret (née vers 1218/1230); épouse sir John de Keith, maréchal d'Écosse (né 1212 † 1270)
- Fergus (né vers 1219/1228 † ?); épouse une inconnue en 1249; père de Margaret Comyn (née 1270)
- Elizabeth (née vers 1223 † 1267); épouse Uilleam, comte de Mar († 1281)
- Agnès (née vers 1225); épouse en 1262 sir Philip de Meldrum, justiciar d'Écosse

## Source de la traduction
- (en) Cet article est partiellement ou en totalité issu de l’article de Wikipédia en anglais intitulé « William Comyn, Lord of Badenoch » (voir la liste des auteurs).